# 有馬温泉
有馬温泉（ありまおんせん）は、兵庫県神戸市北区有馬町（摂津国）にある日本三古湯の温泉。枕草子の三名泉にも数えられた。また、室町時代には万里集九が草津温泉や下呂温泉とともに「三名泉」とし、江戸時代には林羅山もこれらの三温泉を「天下の三名泉」と記した（日本三名泉）。江戸時代の温泉番付では当時の最高位である西大関に格付けされた。瀬戸内海国立公園の区域に隣接する。

## 泉質
この地域は活断層である有馬-高槻構造線が分布しており、透水性の高い断層破砕帯を流路として温泉水が噴出している。東西走向の断層からは低温泉、南北走向の断層からは高温が噴出している。
それぞれ、湧出口では透明だが、空気に触れ着色する含鉄塩化物泉（赤湯）は「金泉（きんせん）」、それ以外の透明な温泉は「銀泉（ぎんせん）」と呼ばれている。銀泉は泉源により成分は若干異なるが、炭酸水素塩泉と、ラジウムを多く含む放射能泉に大別される。
なお、「金泉」「銀泉」という名称は、有馬温泉旅館協同組合の登録商標（金泉：第3295652号・第4672302号、銀泉：第4672303号）となっている。
有馬温泉は深部上昇水と、天水系のラドン泉の混合水からなる。
深部上昇水は、高いLi，B，Cl濃度を持つNaCl-HCO3型で、同位体的性質としてD/O同位体比（δD-δ18O）やHe同位体比（3He/4He）が大きいことで特徴づけられる。このような特徴を持つ西南日本の地下水を「有馬型（-熱水, -塩水, -深部上昇水）」という。有馬温泉含む有馬型熱水の起源は、「海底下でフィリピン海プレートの岩石中に取り込まれた水が、南海トラフからスラブとして沈み込み地中深くへ運ばれ、地中の圧力によって岩石中から脱水し、上部マントルや地殻を上昇して地表へ直接噴出したもの」である可能性が指摘されている。
天水系のラドン泉は、雨水を起源とする地下水で、湧出母岩である六甲花崗岩の影響を受けて放射能泉となっている。
深部上昇水は地殻内で低温となると炭素を失って塩化物泉（金泉）となる。炭素は天水系の地下水が捕獲することで炭酸泉（銀泉）となる。
有馬温泉の源泉温度は最大で98℃と非常に高い。これは冷却された深部上昇水が浅部で局地的に二次過熱を受けた影響とされているが、周辺に第四紀火山は存在しておらず、高温で噴出する理由はよく分かっていない。
- 金泉：含鉄ナトリウム塩化物強塩高温泉
  - 鉄分が多いため、タオルにかけ続けると赤褐色に染まる
- 銀泉：炭酸ラジウム混合低温泉
- 泉源：天神泉源、有明泉源、炭酸泉源、太閤泉（飲泉場）、極楽泉源、御所泉源、妬（うわなり）泉源

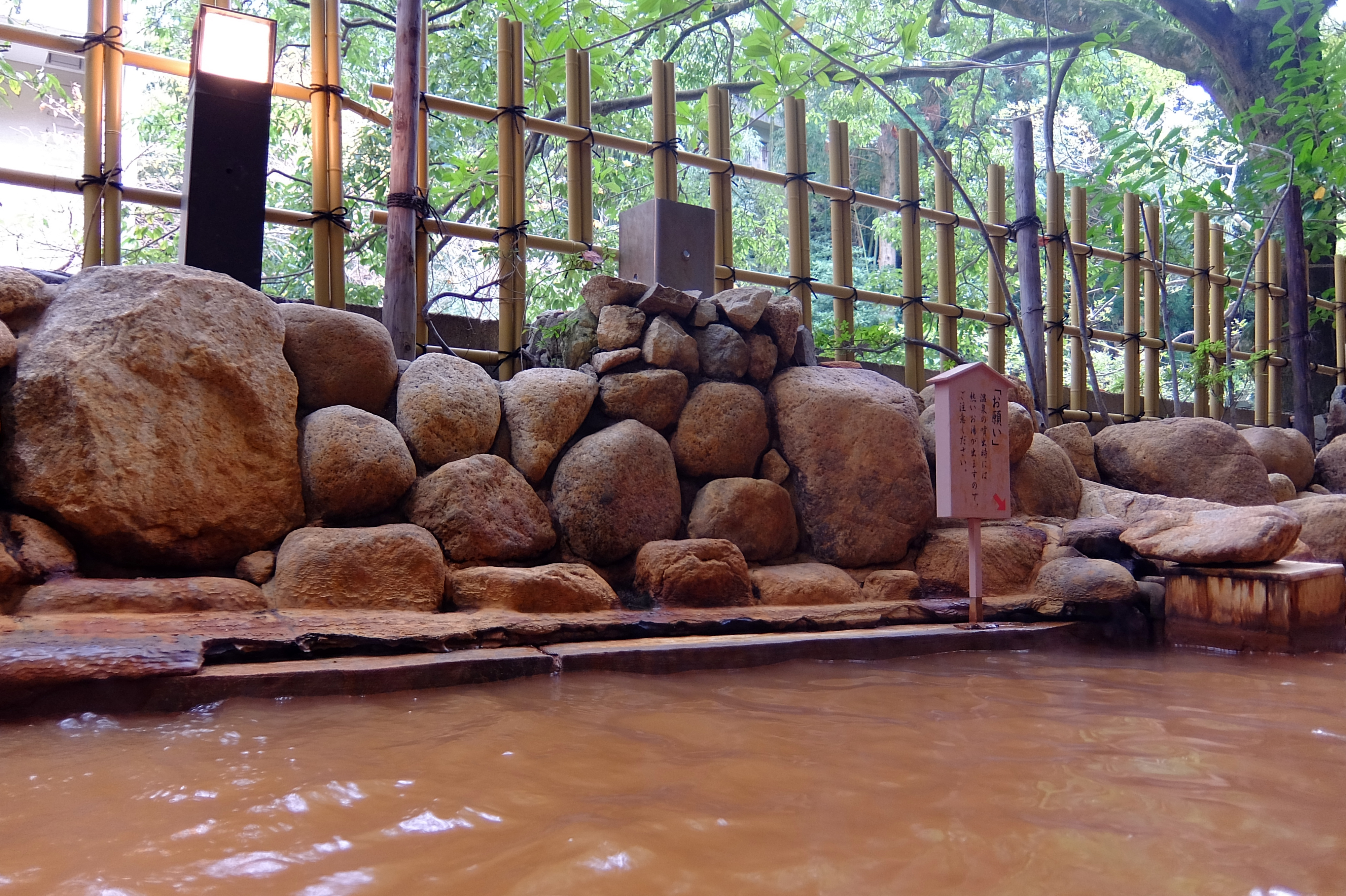
金泉（月光園游月山荘）
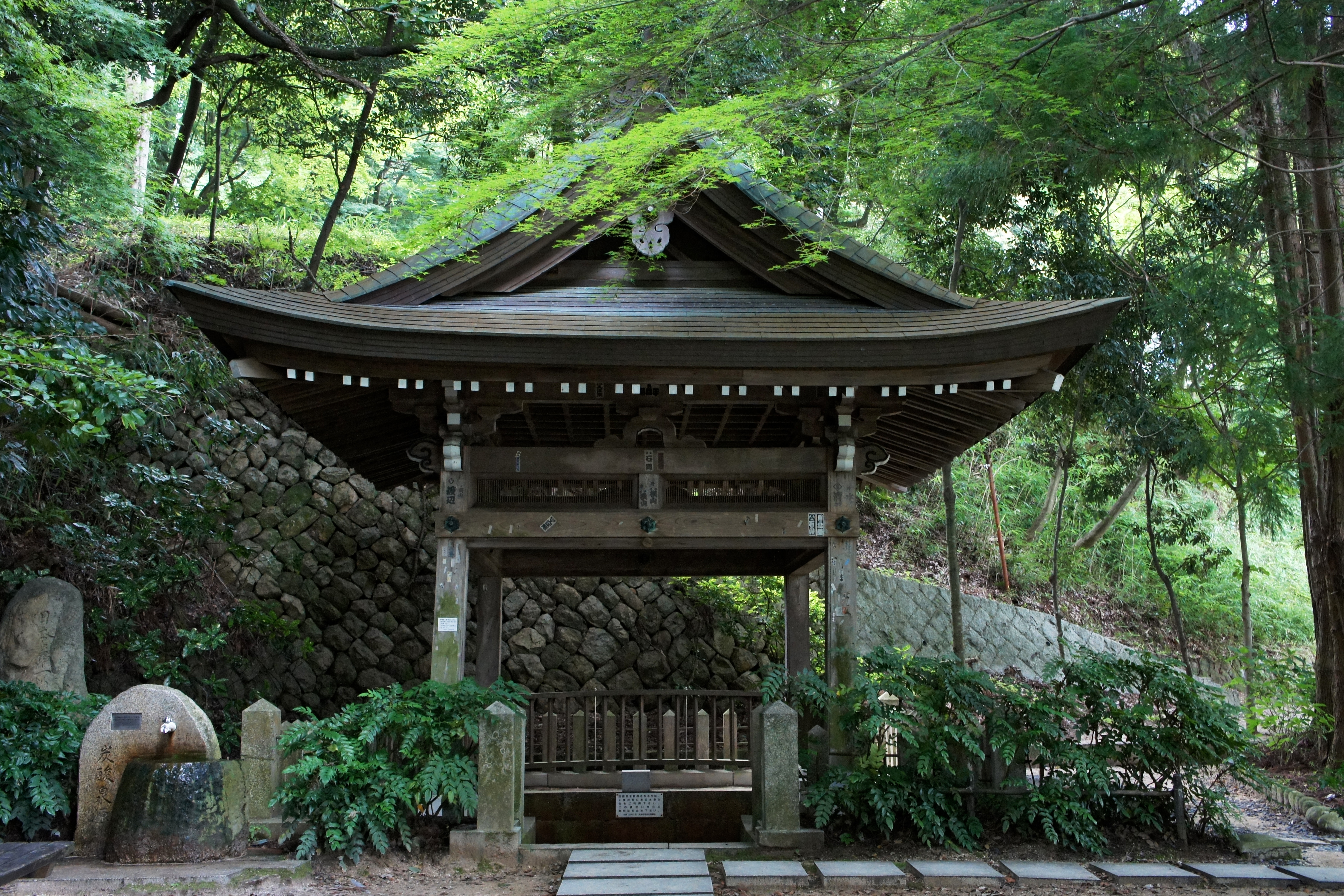
銀泉の炭酸泉源

## 温泉街

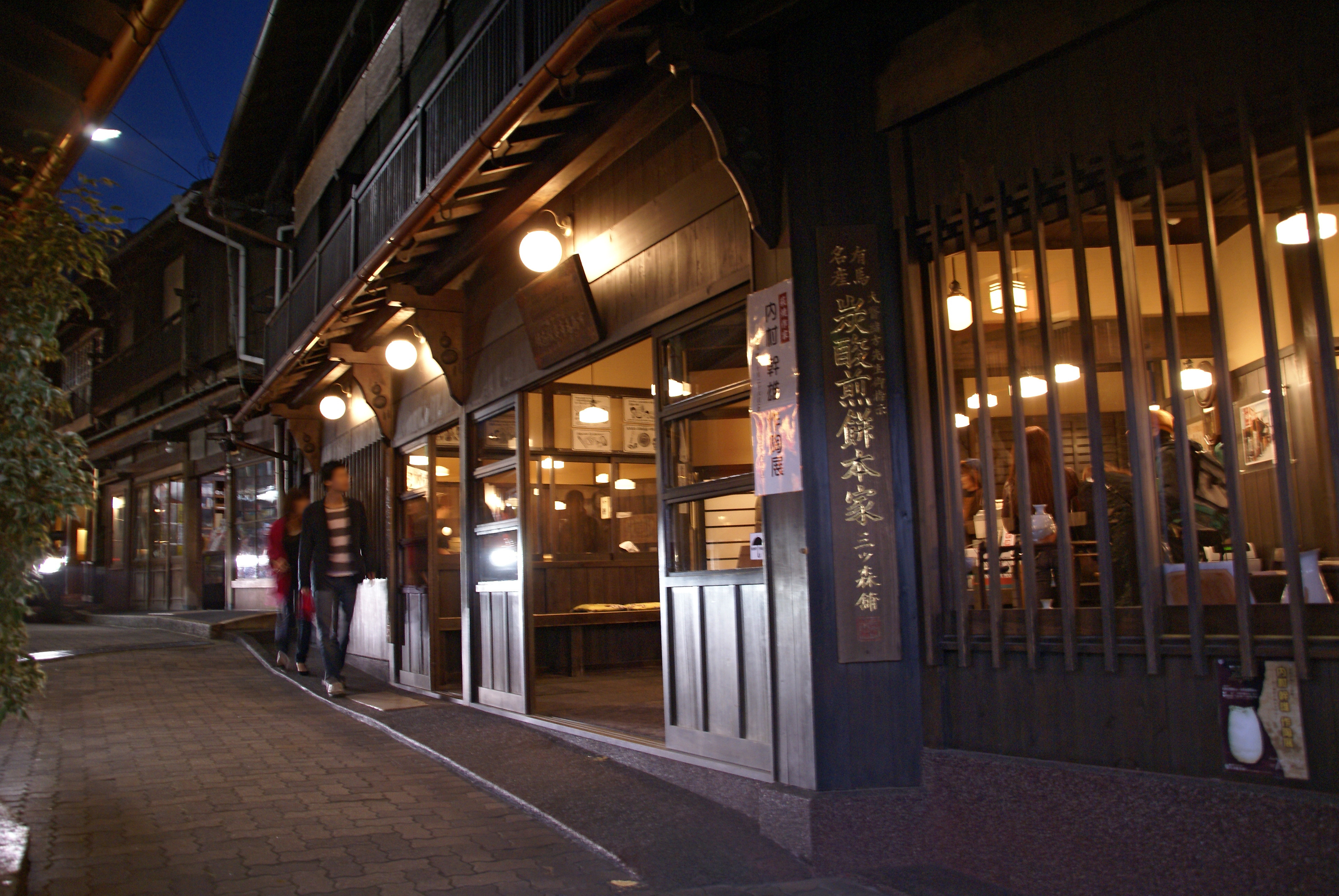
湯本坂

温泉街は六甲山地北側の紅葉谷の麓の山峡の標高350-500 mに位置している。大きな旅館やホテルは温泉街の周辺や少し離れた山麓、山中にある。公的な外湯は「金の湯」（金泉）、「銀の湯」（銀泉）がある。
また、有馬温泉で「○○坊」と名の付く宿が多いのは、建久2年（1191年）に、吉野の僧坊、仁西上人が熊野十二神将に準えて建てられた有馬十二坊と呼ばれた坊舎にあやかったものとされる。
2010年（平成22年）から会員制リゾートが進出したことで、ホテル・旅館の総客室数が1,300室から1,600室へと2割以上増加した。
また、毎年1月9日には、えびす神社の総本社である西宮神社に温泉を運び有馬温泉の商売繁盛を願う献湯式が催されている。（詳細は西宮神社#有馬温泉献湯式を参照）
- 湯本坂 - 旧大阪街道。
- 公園 - 瑞宝寺公園、鼓ヶ滝公園、愛宕山公園、ゆけむり広場、有馬ます池
- 社寺 - 有馬稲荷神社、温泉寺、極楽寺、念仏寺、湯泉神社、妙見寺、寶泉寺、善福寺、林渓寺
- 博物館 - 神戸市立太閤の湯殿館、温泉寺御祖師庵、有馬の工房、有馬玩具博物館、有馬切手文化博物館
- 景勝地 - 有馬四十八滝、紅葉谷、地獄谷
- 花街 - 有馬芸妓 20歳までの芸妓は半玉（はんぎょく）と呼ばれる。
- 行事 - 入初式。毎年1月2日、新年行事として開催。
- その他
  - 太閤橋と秀吉像、ねね橋とねね像 - 有馬川を挟んで向かい合う位置にある[13]。
  - 杖捨橋 - 京都・奈良・大阪方面に向かう京口に位置し、杖をついた病人が湯治により快癒し帰るときに杖を捨てたという伝説がある[13]。

## 外湯

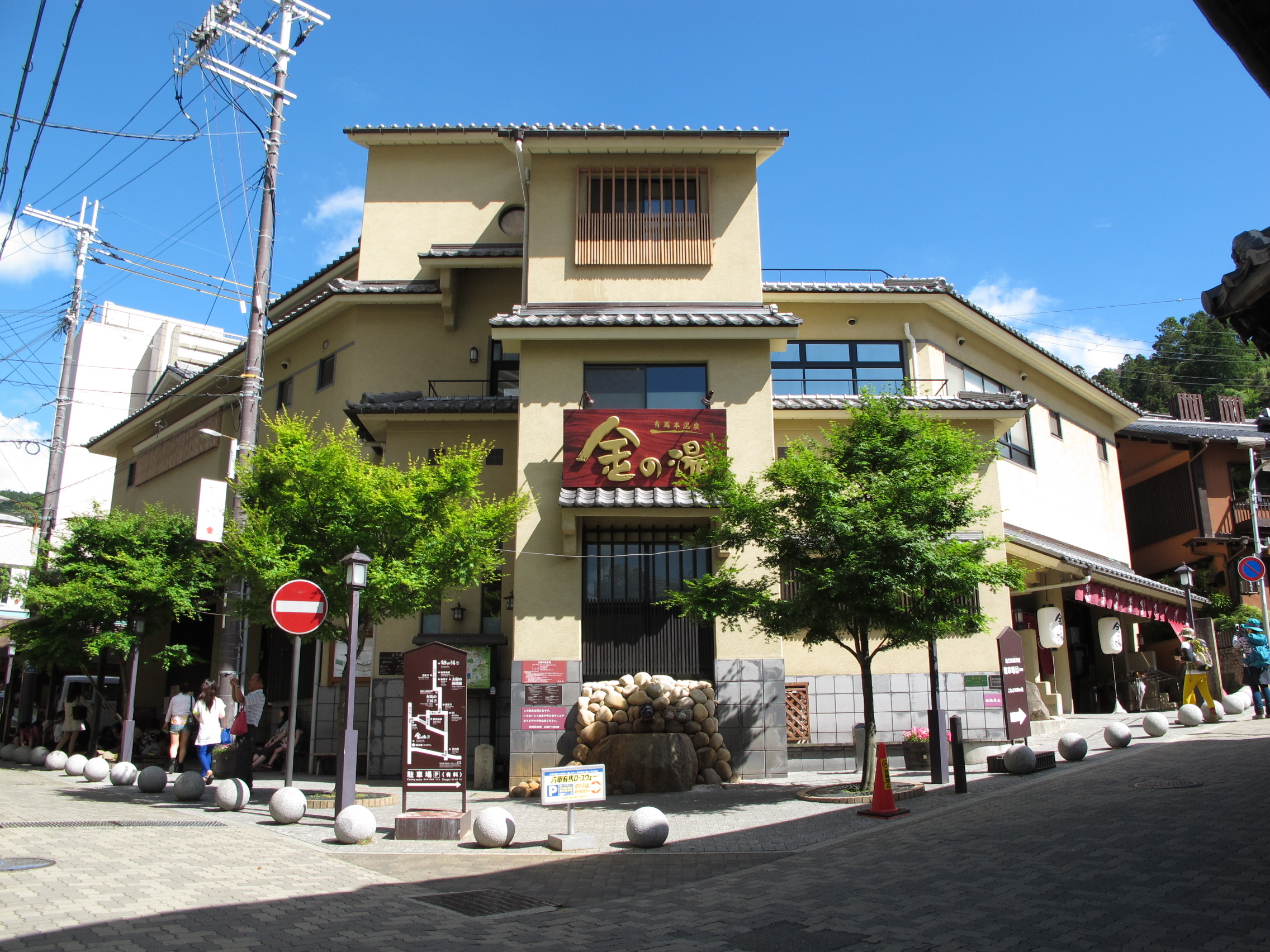
金の湯
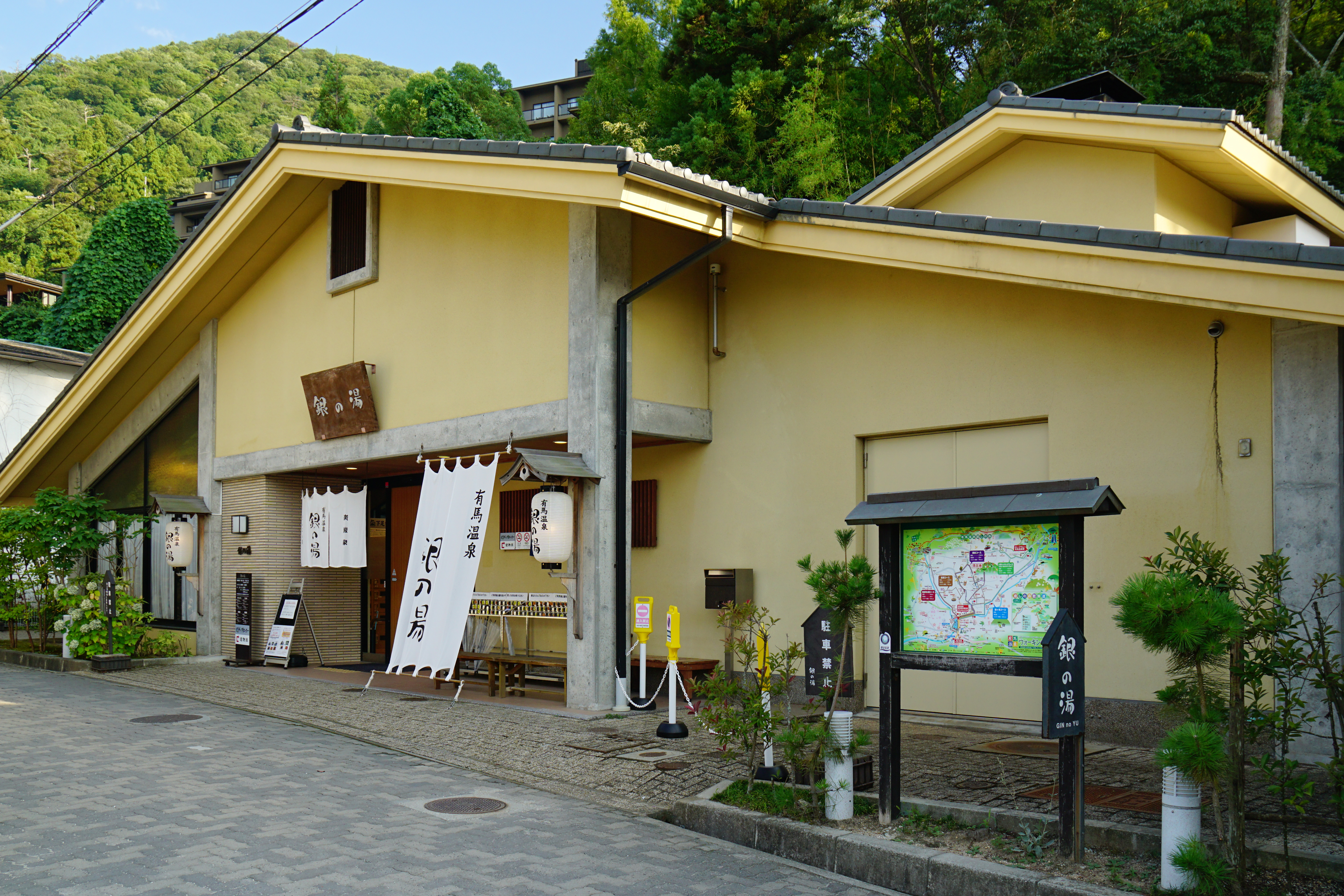
銀の湯
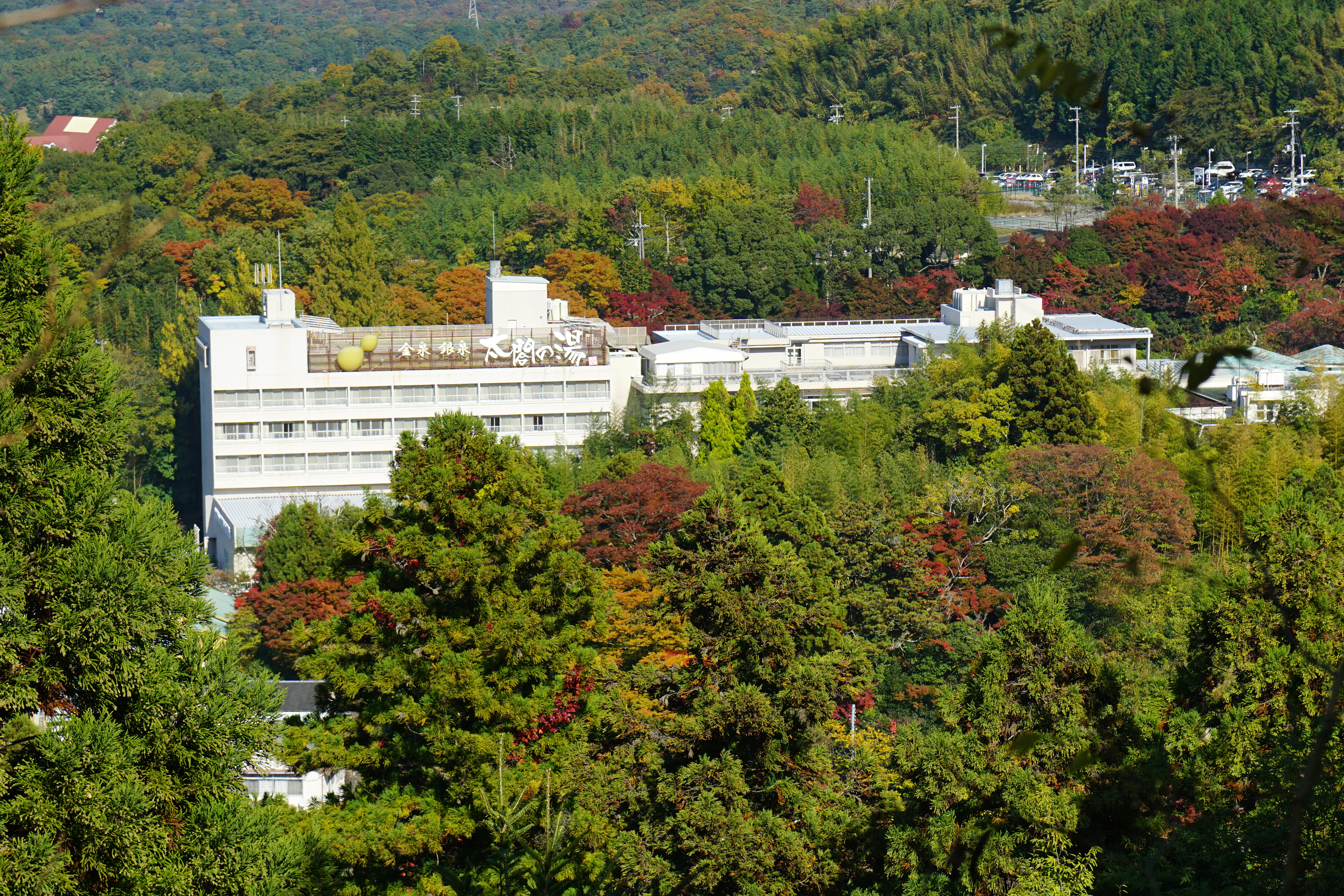
太閤の湯

- 金の湯
- 銀の湯
- 太閤の湯

## 有馬三山
- 湯槽谷山（801 m） - 山名は有馬温泉の湯槽を作るための用材を杣取した山であることに由来する。
- 灰形山 （633 m） - 六甲有馬ロープウェーの有馬温泉駅の直ぐ西に位置する。
- 落葉山 （619 m） - 温泉街の北に位置する。

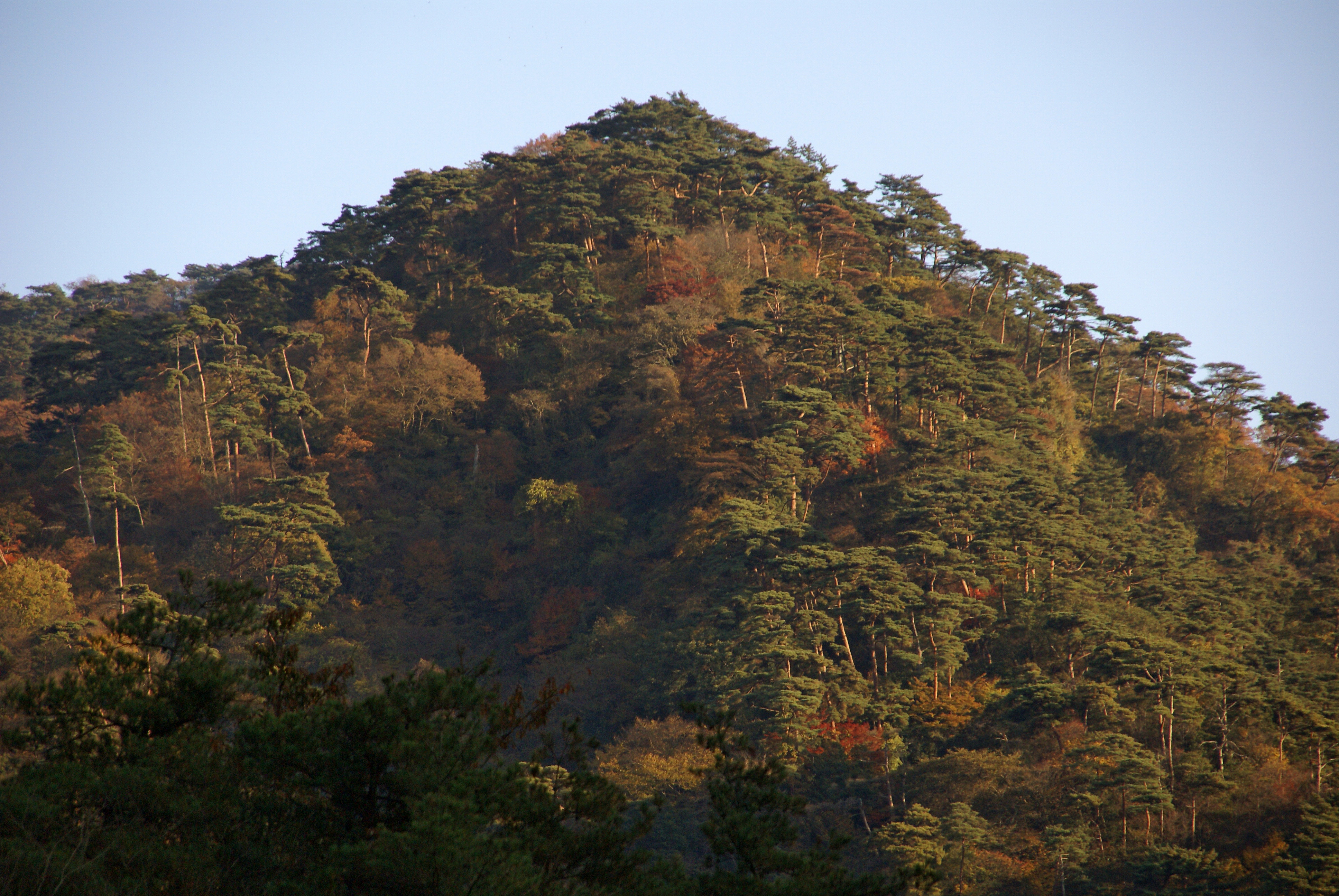
湯槽谷山
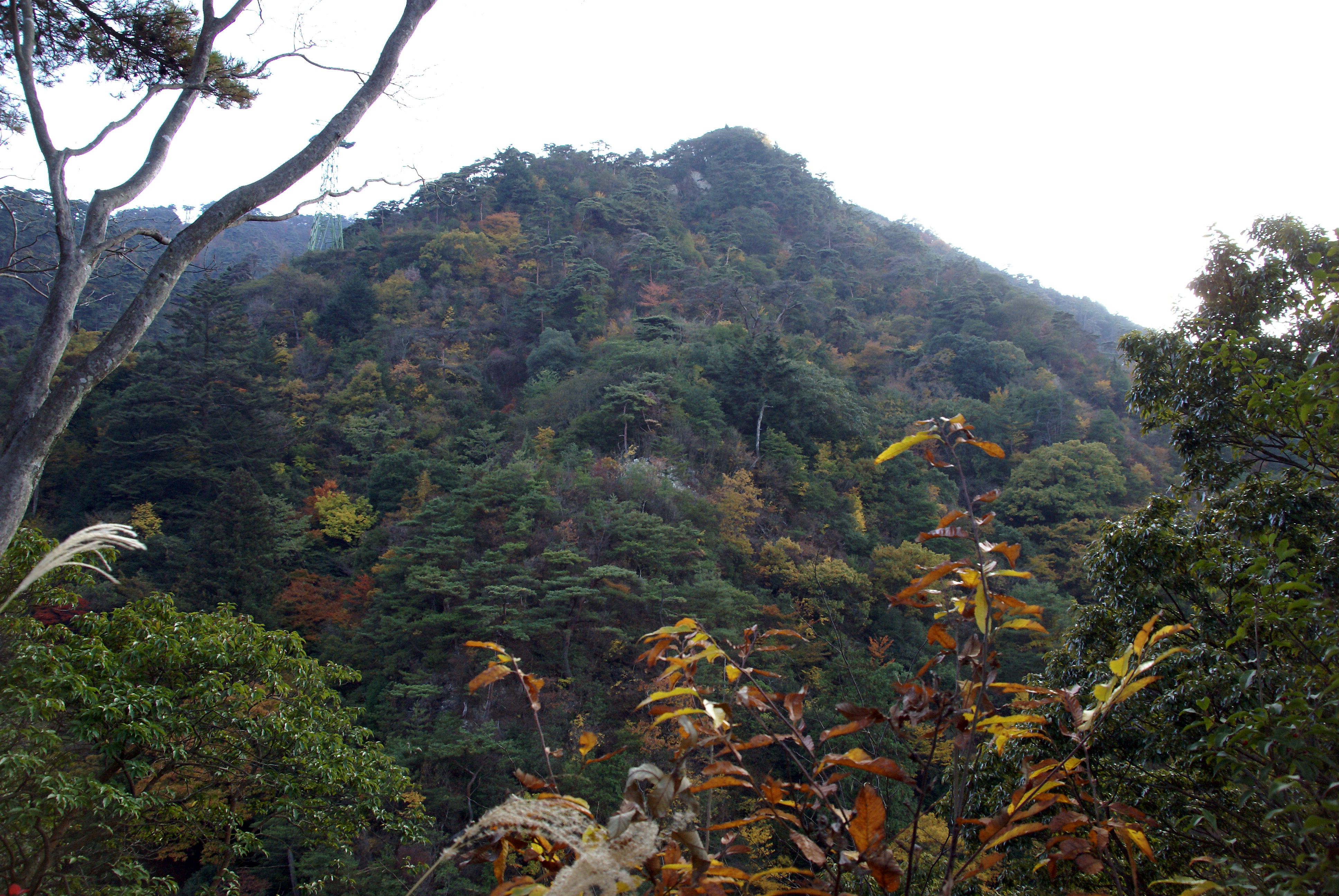
灰形山
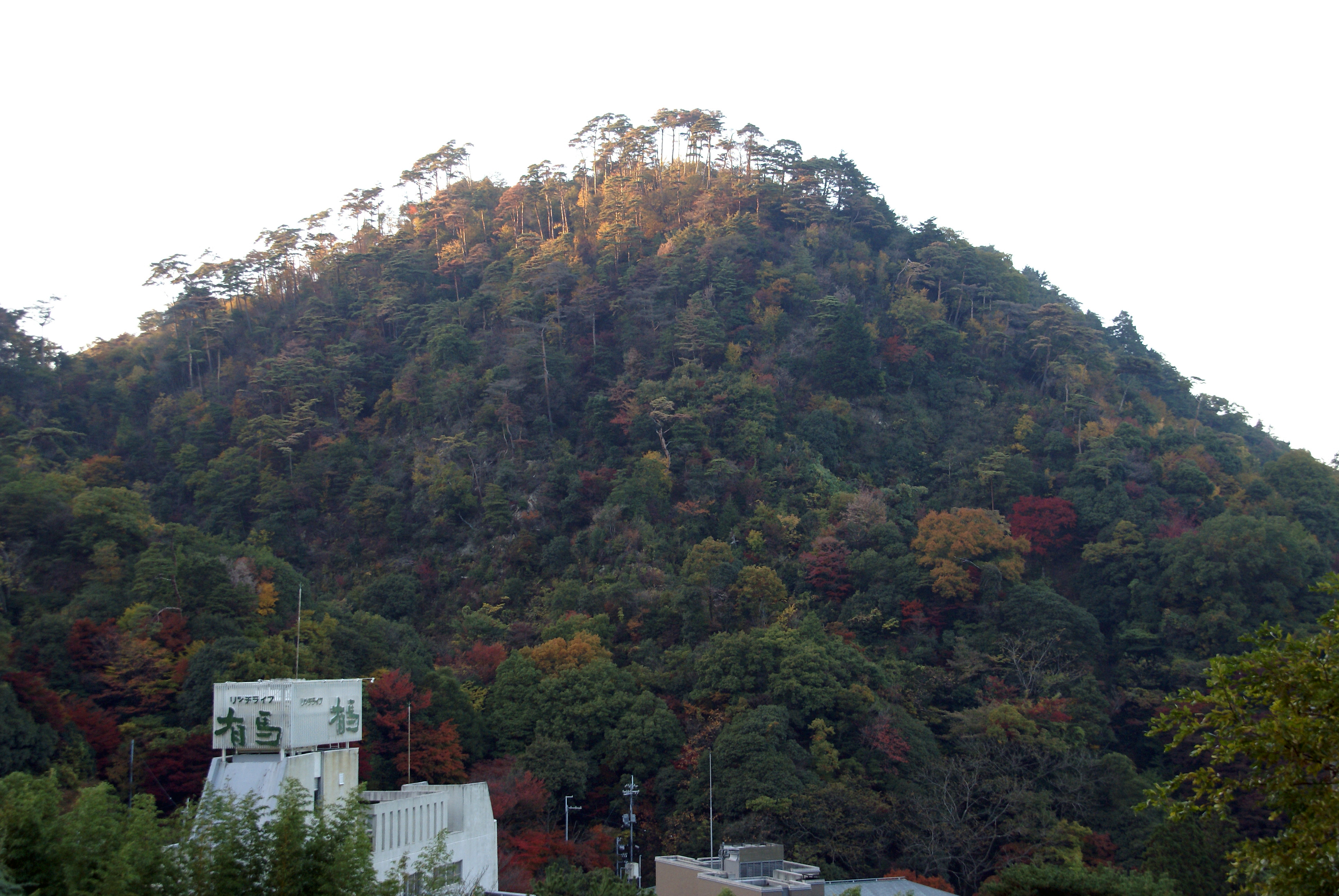
落葉山

## 名産品
- 炭酸煎餅
- 炭酸饅頭
- 有馬籠 - 茶道道具として用いられる。現在、製造元は竹芸有馬籠くつわのみである。
- 人形筆
- 松茸昆布 - 歴史ある名産品の一つ。有馬では川上佃煮店が主に販売を行っている。
- サイダー - 1889年頃、イギリスのジョン・クリフォード・ウィルキンソン（John Clifford Wilkinson）が兵庫県有馬郡塩瀬村生瀬（現在の西宮市塩瀬町生瀬）にて炭酸鉱泉を発見。1890年頃、その鉱泉水を「仁王印ウォーター（現・ウィルキンソン タンサン）」の名で発売した[14]。
- 黒豆 - 黒豆のタルト、黒豆のプリン、豆腐など。
- 山椒を使った食品 - 料理名で「有馬」と付くと山椒を使った料理を指す[15]。

## 歴史

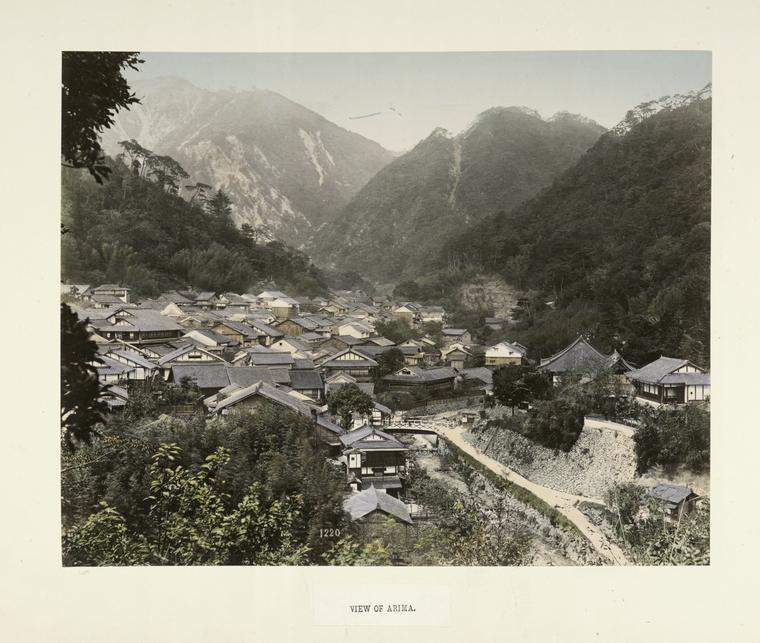
19世紀の有馬温泉

釈日本紀の巻十四に引用されている摂津国風土記には『有馬の郡。又、鹽之原山（しほのはらやま）あり。此の山の近くに鹽（しほ）の湯あり。』と記されており、鹽の湯は有馬温泉、鹽之原山は湯山（愛宕山）の古名であろうとされる。他にも有馬周辺には名塩地区（西宮市）、塩尾寺などといった「塩」のつく地名・名称が多い。
古代、舒明天皇や孝徳天皇が行幸し、その守護として有馬行宮（有馬稲荷神社）が造営された。

### 古代
- 日本神話において大己貴命と少彦名命が、湯を浴び傷を癒す三羽のカラスの様子から発見したとされる。
- 631年に舒明天皇が約3か月滞在したことが日本書紀に見られる。
- 奈良時代には行基が温泉寺を建立。「有馬温泉寺縁起絵巻」には、道中で出会った病者に対し、食事や治療の世話をしたところ、薬師如来となり温泉を開くように告げたという温泉寺の由来や伝説が描かれている。[17]

### 中世
- 清少納言は枕草子で有馬温泉に言及している。
- 1176年（安元2年）に後白河法皇と建春門院が御幸。
- 1192年（建久3年）に僧仁西が自然災害や戦乱で荒廃した有馬温泉を復興して湯治場としての原型を作った。熊野権現のお告げに従い有馬を訪れ温泉寺を再興し[18]、寺院と12の宿坊を置いたが、これが18世紀末には20の宿坊と70から80の民宿で賑わうようになったとされている[19]
- 足利義稙は中風の湯治のために滞在したことがある[20]。『陰徳太平記』。
- 足利義輝は滞在中1517年（永正14年）に地元の人達に対して｢乱暴・狼藉・喧嘩｣を禁じる禁止令を従者に出したとされる[21]。

### 近世
- 豊臣秀吉は合戦や任官・家族の他界など、人生の節目ごとに有馬で湯治を行い、9回も有馬を訪れている[22]。戦乱や大火で衰退した有馬温泉の改修を行い、「慶長大地震」によって急激に高温となった泉源や浴場の改修を行い、適温で入浴できる環境を整えた。[23]また秀吉は下々のために湯ぶねを設置させ､御殿の湯ぶねから75間の距離を桶で導泉したとされている(極楽寺蔵『有馬縁起』)[24]。
- 江戸時代には庶民の間でも湯治が流行し、多くの湯治客で賑わったが、肝心の温泉は1カ所の元湯を板で仕切った一の湯・二の湯のみであったため、湯地客たちが効率よく温泉に浸かれるよう、湯女と呼ばれる女性たちが客の整理などを行っていた。[25]
- 江戸時代に作成された温泉番付では、西大関（当時最高位）にランクされていた。また、姫路と京都を結ぶ街道の経由地としても栄えた。（参照：有馬街道）

### 近代・現代
- 日本画家の森琴石、山下摩起らは有馬の旅館出身。
- 谷崎潤一郎は有馬に長期滞在して執筆し、作品中にも有馬温泉が度々登場している。
- 1873年（明治6年）の地租改正と並行して明治政府が実施した、官有地と民有地に大別する官民有区分により、温泉地の権利が官有地に編入された[26]。
- 1899年（明治33年）11月ごろ - 同年7月5日より継続して発生している六甲山鳴動によって温泉の水脈が浚渫されたため、湯温が40度から50度に急上昇し、湧出量が2倍に増加した[27]。また、その影響で有馬川下流の山口村（現在の西宮市山口町）などで塩害が発生したため、土管を埋設し生瀬川に排水して対処した[27]。

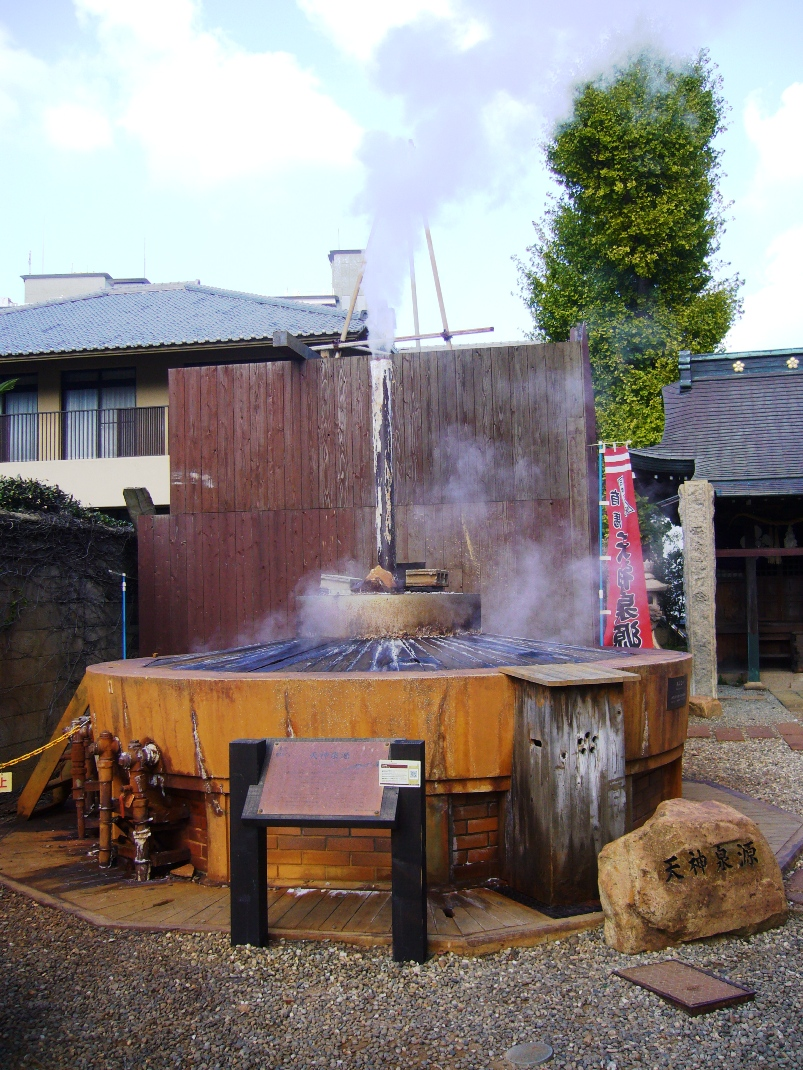
当時、有馬温泉の泉質として主である含鉄－強食塩泉の泉源は一つで有馬町が管理する外湯のみで利用してきたが、1941年（昭和16年）に町と神戸有馬電気鉄道の共同出資で温泉掘削の会社を設立。翌1942年（昭和17年）に有明泉源、1947年（昭和22年）に神戸市と合併して以降は、市が天神泉源や御所泉源、極楽泉源などを掘削し十分な湯量を確保できるようになり、有馬でも旅館に温泉を引く内湯が実現した[28]。
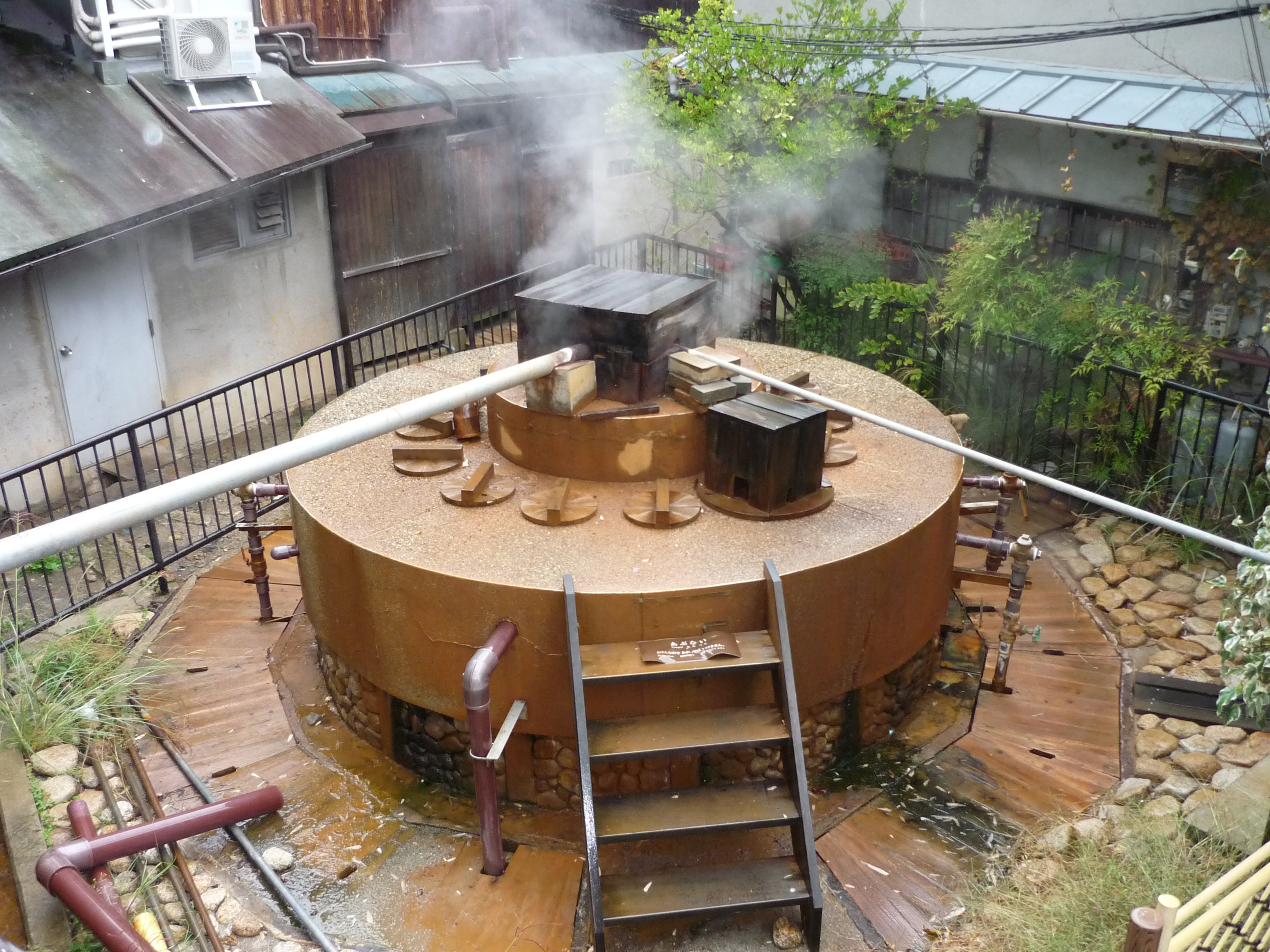
御所泉源
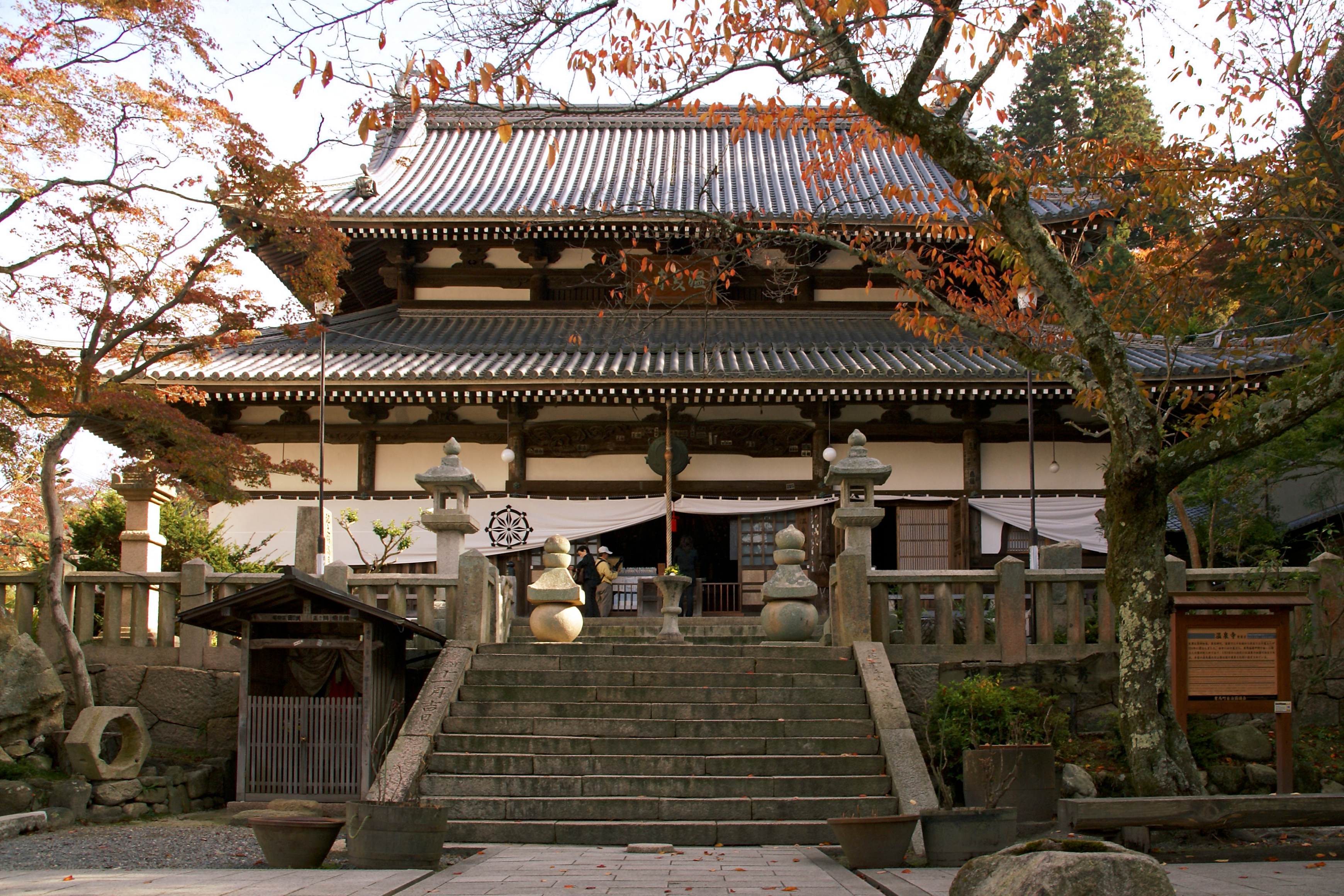
温泉寺
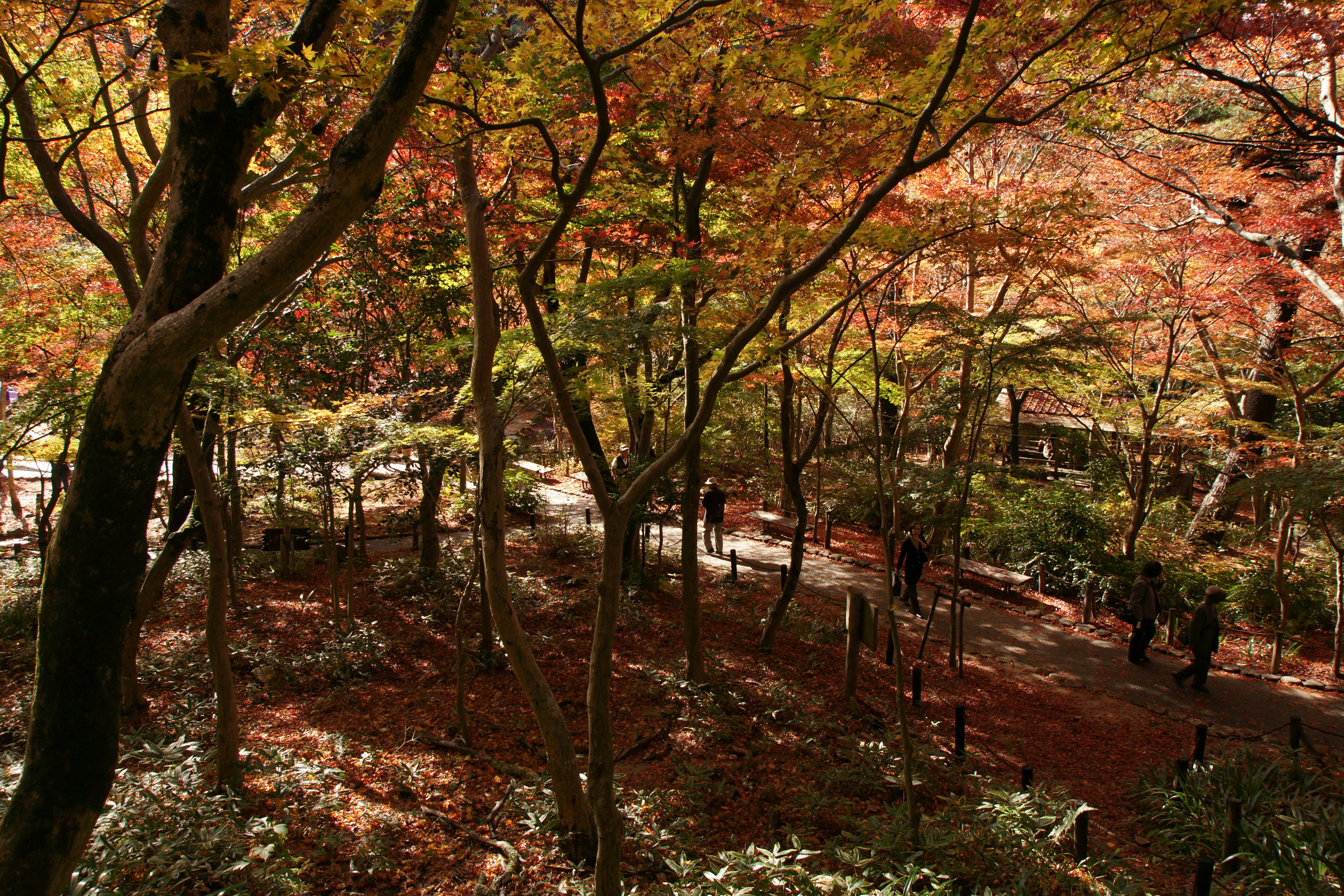
瑞宝寺公園
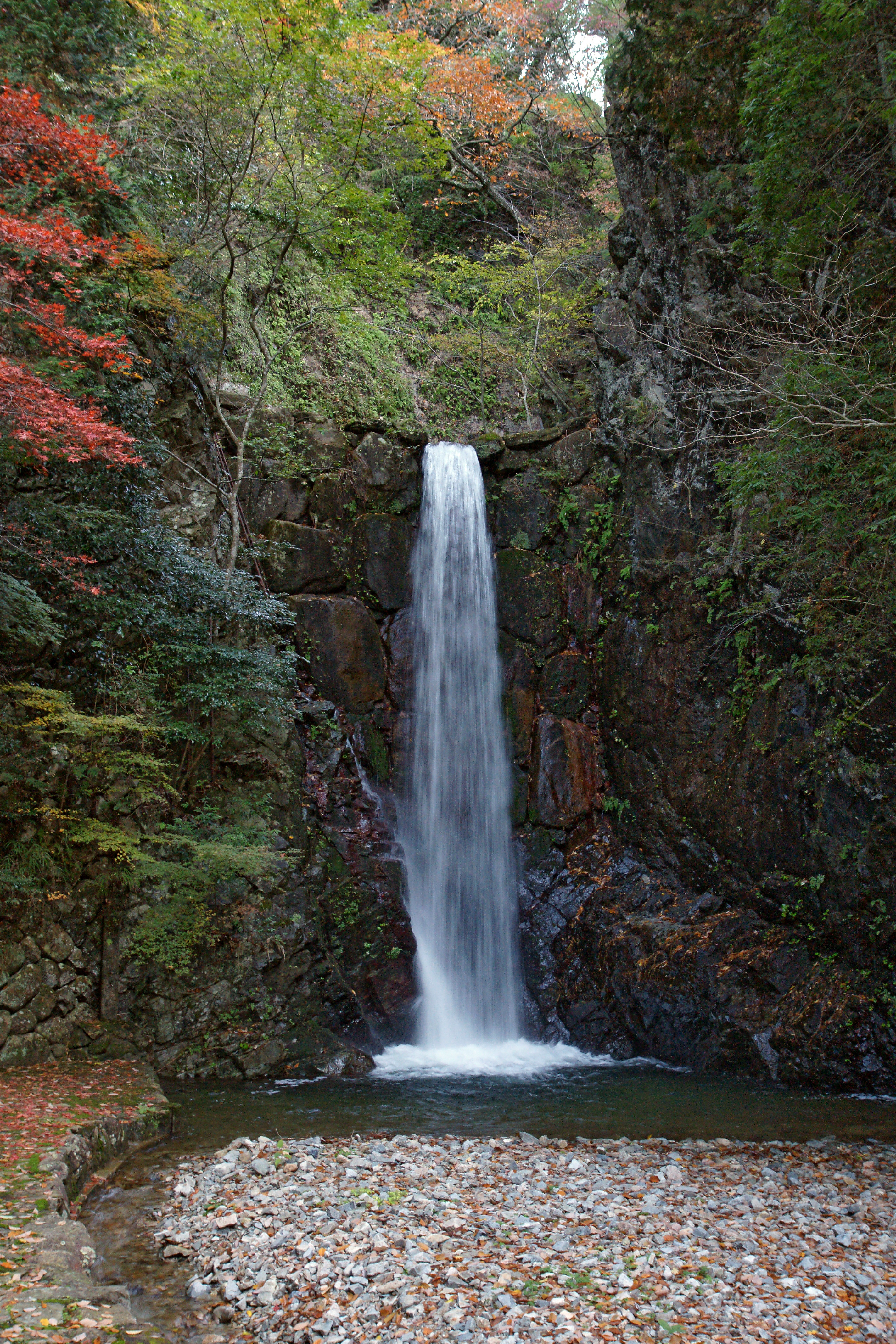
鼓ヶ滝公園

- 1943年（昭和18年）1月10日早朝 - 塩原町のアパートから出火。瓢箪町、稲野町へ延焼し、49棟（40戸）が焼失。死者、負傷者は無かったが有名旅館や神戸銀行有馬支店などの大型建築物が被害に遭った[29]。
- 1950年（昭和25年）から毎年秋に「有馬大茶会」が開催されている。
- 1968年（昭和43年）11月2日 - 池之坊満月城火災が発生。
- 1999年（平成11年） - 豊臣秀吉の「湯山御殿」の「湯ぶね庭園」遺構（安土桃山時代）を公開する神戸市立太閤の湯殿館が開館。
- 2016年（平成28年）以降、 金泉にちなんだ「有馬輪花[30]」と銀泉の「有馬楓花[31]」という2次元キャラクター「温泉むすめ」が、温泉地のPRに活用されている[32]。

## 有馬温泉に関連する有名な短歌
有馬山猪名の笹原風吹けばいでそよ人を忘れやはする
大弐三位（紫式部と藤原宣孝の娘）
後拾遺集恋三
「猪名の笹原」は兵庫県伊丹市にある昆陽池あたり

しなが鳥猪名野を来れば有馬山夕霧立ちぬ宿（やどり）は無くて
読み人知らず 万葉集巻七

花吹雪兵衛の坊も御所坊も目におかずして空に渦巻く
与謝野晶子 晶子鑑賞 平野萬里
底本：「晶子鑑賞」三省堂
1949年（昭和24年）7月25日 初版発行
1979年（昭和54年）1月25日 復刊 第1刷発行
有馬での作。何々坊といふのは有馬の湯の宿特有の名で、元々が宿坊であることの名残。その広大な構へと相俟つてこの温泉の古い歴史と伝統とを誇示してゐる。有馬には桜が多くその散り 方の壮観が思はれるが、それが坊名をあしらふことによつて有馬情調そのまゝに表現されてゐる。とは、平野萬里の評。
- 天神泉源
- 御所泉源
- 温泉寺
- 瑞宝寺公園
- 鼓ヶ滝公園

## 交通

### 徒歩
登山道には、交通機関が発達する前に御影から有馬温泉に新鮮な魚介を運ぶ魚屋が利用したと言われる『魚屋道』（ととやみち）などがある。

### 自家用車
- 阪神高速7号北神戸線 有馬口出入口より兵庫県道51号宝塚唐櫃線経由約1.5 km
- 阪神高速7号北神戸線 西宮山口南出入口より兵庫県道98号有馬山口線経由約3 km
- E2A中国道 西宮北ICより兵庫県道15号神戸三田線・兵庫県道51号宝塚唐櫃線経由約4 km
- 芦有ドライブウェイ 有馬ゲート

### 公共交通

#### 鉄道
- 有馬温泉駅（神戸電鉄有馬線または六甲有馬ロープウェー）

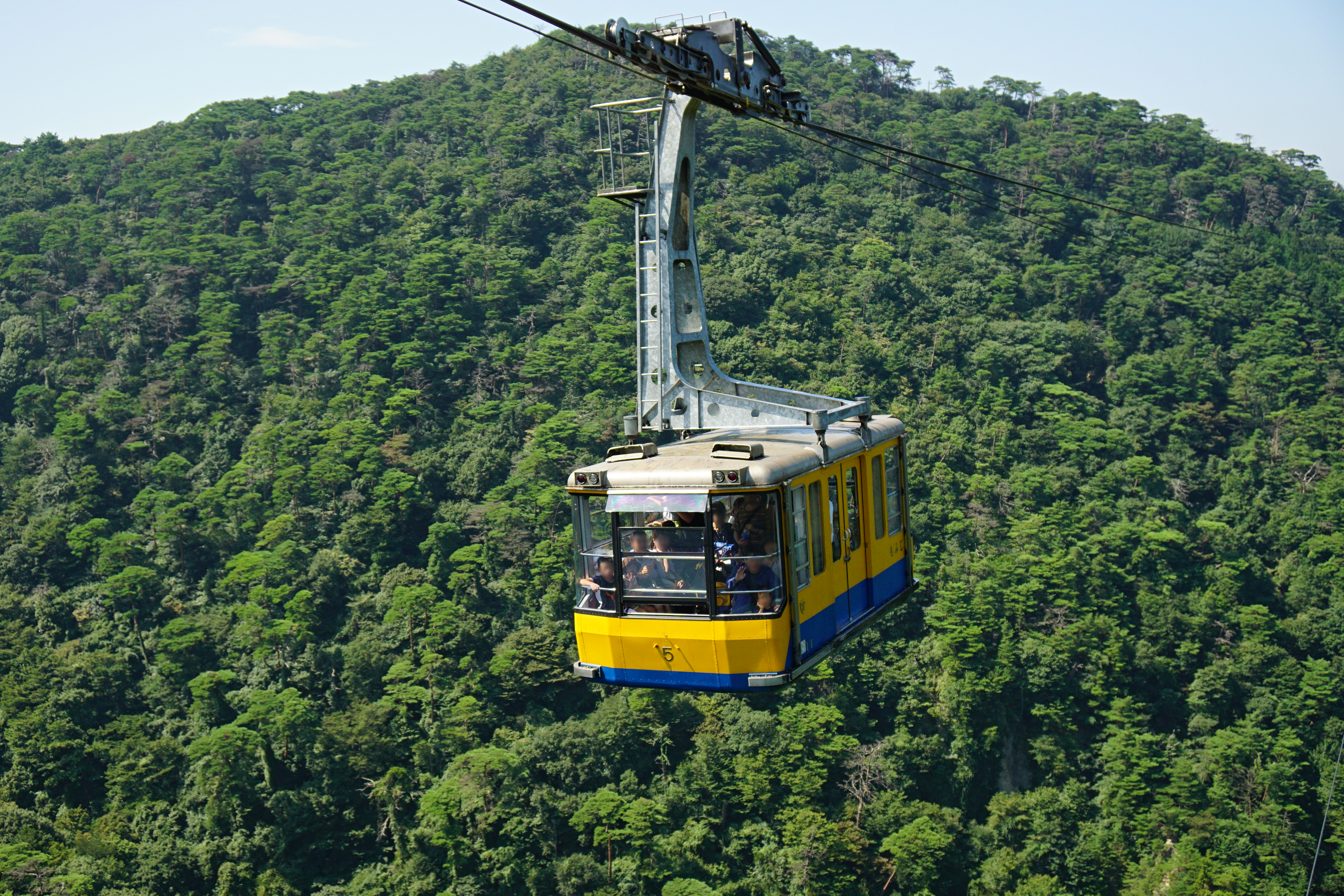
六甲有馬ロープウェー（写真のゴンドラは2代目）
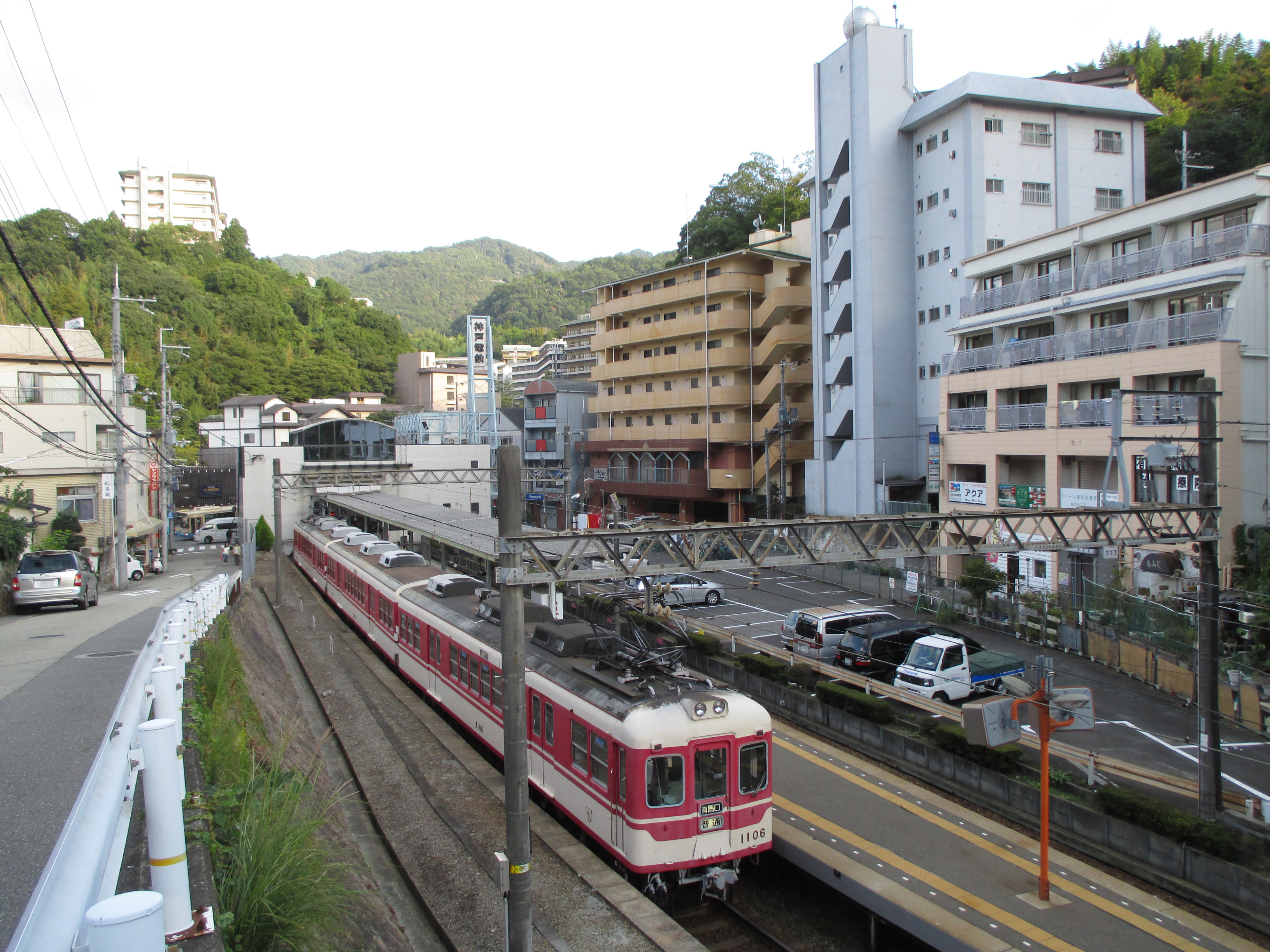
神戸電鉄有馬線

#### バス
- 「有馬温泉」バス停（阪急バス有馬案内所前）発着
  - 神姫バス
    - 69系統：（岡場駅・フルーツパーク経由）神戸三田プレミアム・アウトレット行

  - 阪急観光バス
    - 有馬急行線（特急）：大阪（阪急三番街バスターミナル）行
    - 有馬急行線（急行）：（千里ニュータウン・新大阪駅経由）大阪（阪急三番街バスターミナル）行
    - 有馬急行線（空港）：（大阪国際空港経由）大阪（阪急三番街バスターミナル）行

  - 阪急観光バス・京阪バス
    - 有馬温泉-京都線：（名神高槻経由）京都駅八条口行
- 「有馬温泉」バス停（太閤橋）発着
  - 神姫バス
    - 系統番号なし：（神戸三田プレミアム・アウトレット行、新神戸駅経由三宮駅（神姫バスターミナル）行（2024年4月1日より路線再編により運行開始、三宮からの運賃は「神戸複合産業団地（神戸テクノ・ロジスティックパーク）」と同じ600円）
    - 太閤ライナー：（姫路城大手門前経由）姫路駅行

  - 阪急バス
    - 7系統：（五社駅・有野台6丁目経由）岡場駅行
    - 45系統：（下山口・北六甲台経由）JR西宮名塩・宝塚行
    - 75系統：（下山口・丸山下経由）JR西宮名塩・宝塚行
    - 76系統：（すみれ台・下山口・丸山下・JR西宮名塩経由）宝塚行
    - 95系統：（舟坂・蓬萊峡経由）宝塚行
    - 96系統：（下山口・西宮北インター経由）山口営業所前行

  - さくらやまなみバス
    - 有馬系統：（阪急夙川経由）西宮北口行
    - 有馬系統：（すみれ台・下山口経由）山口営業所行
    - 有馬系統：（下山口・丸山下経由）山口営業所・名来行

  - 阪急バス・伊予鉄バス
    - オレンジライナーえひめ号：松山行

  - 阪急バス・とさでん交通
    - よさこい号：高知行

  - 西日本ジェイアールバス
    - 有馬エクスプレス号：（新大阪駅・大阪駅JR高速バスターミナル経由）JRなんば（湊町バスターミナル）行
    - 有馬エクスプレス号：（三宮バスターミナル経由）新神戸駅行
    - 有馬エクスプレス号：（三宮バスターミナル経由）ユニバーサル・スタジオ・ジャパン行
    - 有馬エクスプレス京都号：京都駅烏丸口行